# Kivestönjärvi
Kivestönjärvi är en sjö i Finland. Den ligger i kommunen Lestijärvi i landskapet Mellersta Österbotten, i den centrala delen av landet, 400 km norr om huvudstaden Helsingfors. Kivestönjärvi ligger 173,4 meter över havet. Arean är 91,8 hektar och strandlinjen är 4,96 kilometer lång. Sjön  ingår i Lesti å huvudavrinningsområde.   I omgivningarna runt Kivestönjärvi växer i huvudsak blandskog.